# شيري بلير
تيريزا كارا بلير (بالإنجليزية: Theresa Cara Blair)‏ وتعرف باسم شيري بلير (بالإنجليزية: Cherie Blair)‏ هي مُحاضرة وَمحامية بريطانية، وهي زوجة رئيس وزراء المملكة المتحدة السابق توني بلير.

## معرض الصور

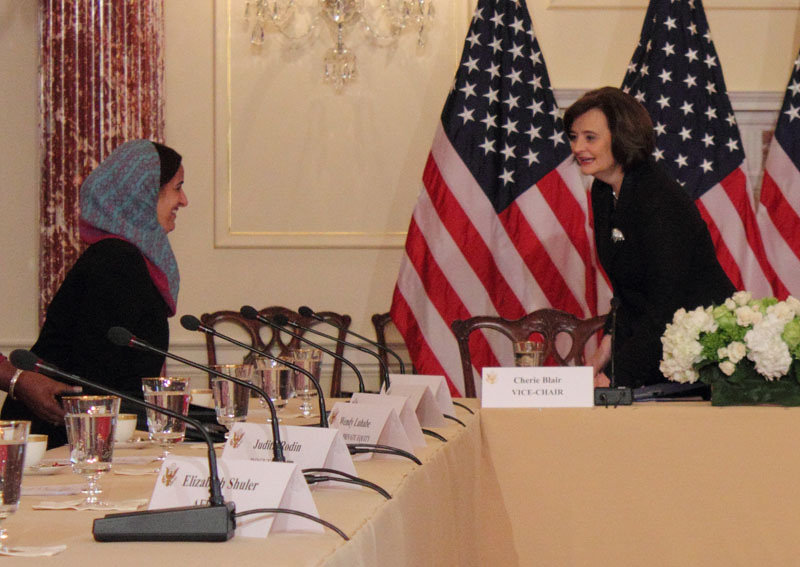
شيري بلير مع لبنى القاسمي

## روابط خارجية
- الموقع الرسمي
- شيري بلير على موقع IMDb (الإنجليزية)
- شيري بلير على موقع الموسوعة البريطانية (الإنجليزية)
- شيري بلير على موقع ميوزك برينز (الإنجليزية)
- شيري بلير على موقع إن إن دي بي (الإنجليزية)
- شيري بلير على موقع قاعدة بيانات الفيلم (الإنجليزية)